# Пожигайло, Павел Анатольевич
Павел Анатольевич Пожигайло (род. 20 сентября 1963 года) — российский государственный деятель.

## Биография
Родился 20 сентября 1963 года в городе Сысерть Свердловской области.
В 1985 году окончил Серпуховское высшее военное командное училище РВСН. Затем проходил обучение в адъюнктуре в/ч 11135 ГРУ в Москве.
В 2000 году был кандидатом на выборах губернатора Ивановской области, набрал 5,20 % и занял 3-е место.
С 2003 по 2006 год — депутат Государственной Думы Российской Федерации IV созыва, был избран по федеральному списку Всероссийской политической партии «Единая Россия».
В феврале 2005 г. был назначен на должность заместителя председателя Центральной контрольно-ревизионной комиссии партии «Единая Россия».
С 16 мая 2006 года по 22 февраля 2008 года — заместитель министра культуры Российской Федерации.
С июня 2008 года — Председатель Попечительского совета Всероссийского Общества Охраны Памятников Истории и Культуры (ВООПИиК).
С марта 2009 г. — член Союза писателей России.
С 2011 г. — член Общественной Палаты Российской Федерации.
С января 2012 г. — Председатель Комиссии Общественной палаты Российской Федерации по культуре и сохранению историко-культурного наследия.
С 2013 г. — заместитель председателя Общественного совета при Министерстве культуры Российской Федерации.
Является инициатором возрождения и соучредителем Всероссийского хорового общества. С февраля 2013 г. — Исполнительный директор Некоммерческого партнерства «Всероссийское хоровое общество».
Президент Регионального общественного фонда изучения наследия П. А. Столыпина, награждён Медалью П. А. Столыпина.

## Общественная позиция
В марте 2014 года Пожигайло поддержал аннексию Крыма, подписал письмо президенту России Владимиру Путину в поддержку аннексии
В октябре 2019 года разговоре с ведущим программы Царьграда «Русская мечта» заместителем главы ВРНС Константином Малофеевым сделал личное признание о том, какие законы принял бы.
«Я жёстко говорю, но… — отметил гость программы, подчеркнув: — Все театры закрыл бы».
Пожигайло отмечал, что если бы его выбрали президентом, то своим первым действием он «запретил бы английский язык на 10 лет, а лучше на 40». Впоследствии он назвал свой ответ провокацией, комментируя его журналисту BBC следующим образом: «А что было бы в Великобритании, если бы у вас в школах шесть часов изучали русский язык?».
В марте 2022 года подписал обращение в поддержку военного вторжения России на Украину.
В августе 2025 года предложил установить лимит на домашних животных: количество крупных домашних животных в семье не должно превышать количество детей.